# 東ユースケ
東 ユースケ（あずま ゆーすけ、1961年12月5日 - ）は、日本のシンガーソングライター、ラジオパーソナリティー、元お笑いタレント。

## 人物
兵庫県宝塚市出身。血液型0型。
甲南大学法学部法学科卒業。
お笑いコンビ東秀典・佑典としてデビュー。その後、シンガーソングライター、ラジオパーソナリティーに転向し関西を中心に活動している。
安岡力也、アイ高野とのRAYS、玉元晃とのFAKE BROTHERSなどグループサウンズや歌謡曲にルーツを持つアーティストとのユニット活動も行っている。

## 経歴
1984年、甲南大学在学中に松竹芸能の養成所に入学。東秀典とお笑いコンビ東秀典・佑典を結成。同年、朝日放送主催『第5回ABC漫才・落語新人コンクール』に出場し新人賞受賞。
テレビ朝日『ザ・テレビ演芸』、日本テレビ『お笑いスター誕生!!』の「サバイバルシリーズ」などに出演する が1986年にコンビを解散。
以後は関西を拠点にラジオ関西やラジオ大阪で数多くのレギュラー番組を担当するかたわら、シンガーソングライターとしても活動。グループサウンズや歌謡曲にルーツを持つアーティストとの交流から安岡力也、アイ高野とのRAYS、玉元晃とのFAKE BROTHERSなどさまざまなユニットを結成している。

## ディスコグラフィー

### シングル
| 枚  | 発売日         | タイトル       | レーベル            | 備考                            |
| --- | -------------- | -------------- | ------------------- | ------------------------------- |
| 1st | 1994年7月25日  | エメラルドの瞳 | キングレコード      | 東ユースケ＆ザ・G・サウンズ名義 |
| 2nd | 2002年11月30日 | LONELY HEART   | EAST FAMILY RECORDS | 東BOOGIE'S名義                  |

### 楽曲提供
田中さなえ『恋人達の渚』(2006年5月1日、AQU'REX RECORDS)

## ラジオ番組
- 週刊きいてごラジろ(ラジオ関西)
- LASKIN BAY NIGHT(ラジオ関西)
- サタステブギウギ(ラジオ関西)
- グループサウンズNOW(ラジオ関西)
- ムーンナイトライブ〜G.S.アイラブユー〜(ラジオ関西)
- エディ＆ユースケの勝手にのんだくれ(ラジオ関西)
- 東ユースケの青春の覇気倶楽部(ラジオ大阪)
- 亀ちゃんの口からすべりこみ(ラジオ大阪)

## CM
- オークラ輸送機